# Afonso Cunha
Afonso Cunha är en kommun i Brasilien.   Den ligger i delstaten Maranhão, i den östra delen av landet, 1 400 km norr om huvudstaden Brasília. Antalet invånare är 5 957.
Omgivningarna runt Afonso Cunha är huvudsakligen savann. Runt Afonso Cunha är det ganska glesbefolkat, med 43 invånare per kvadratkilometer.